# Cortinarius semisanguineus
Cortinarius semisanguineus (Elias Magnus Fries, 1821 ex Claude Casimir Gillet, 1876) din încrengătura Basidiomycota, în familia Cortinariaceae și de genul Cortinarius, este o specie de ciuperci otrăvitoare foarte răspândită care coabitează, fiind un simbiont micoriza (formează micorize pe rădăcinile arborilor). O denumire populară nu este cunoscută. În România, Basarabia și Bucovina de Nord trăiește de la deal la munte preferat pe sol acru, sărac și umed, adesea în grupuri pe mușchi și printre afine în păduri de conifere sub molizi și pini, dar, de asemenea, prin turbării sub mesteceni, uneori și la câmpie în păduri de foioase pe lângă fagi și stejari. Timpul apariției este din (iulie) august până în noiembrie.

## Taxonomie

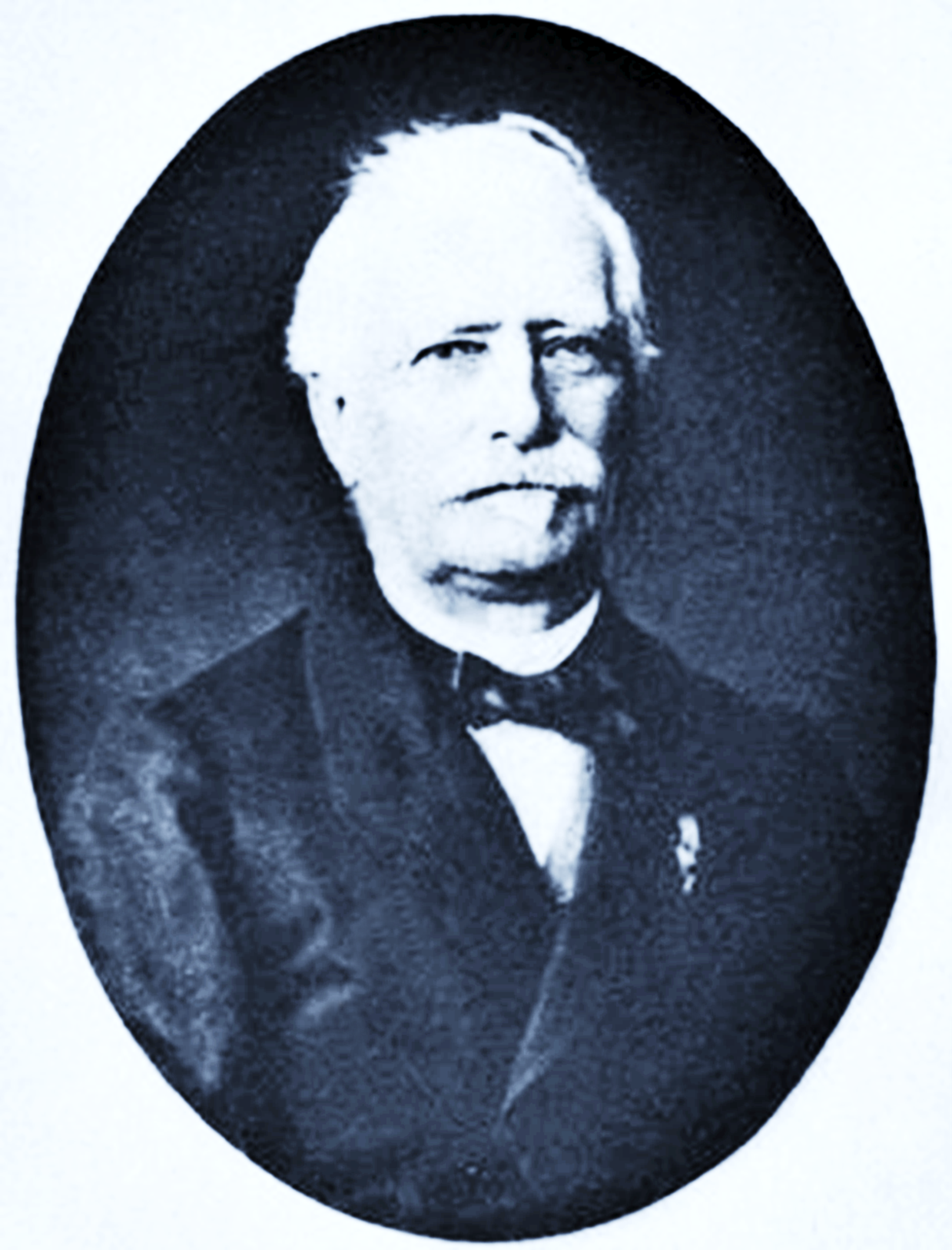
C. C. Gillet

Numele binomial Agaricus cinnamomeus var. semisanguineus a fost determinat de renumitul savant suedez Elias Magnus Fries în volumul 1 al trilogiei sale Systema Mycologicum din anul 1821.
Apoi, în 1876, micologul francez Claude Casimir Gillet  a declarat variația specie independentă sub numele și actual valabil (2021), de verificat în volumul 3 al marii sale opere Les Hyménomycètes: Ou, Description de tous les champignons (Fungi) qui croissent en France
Toate celelalte încercări de redenumire precum variațiile descrise sunt acceptate sinonim (vezi infocaseta).
Epitetul este derivat din cuvintele latine (latină semi…=pe jumătate), și (latină sanguineus, -a, -um=însângerat, sângeros, roșu sângeriu), datorită aspectului divers între coloritul cuticulei și al lamelelor roșii ca sângele ale ciupercii.

## Descriere

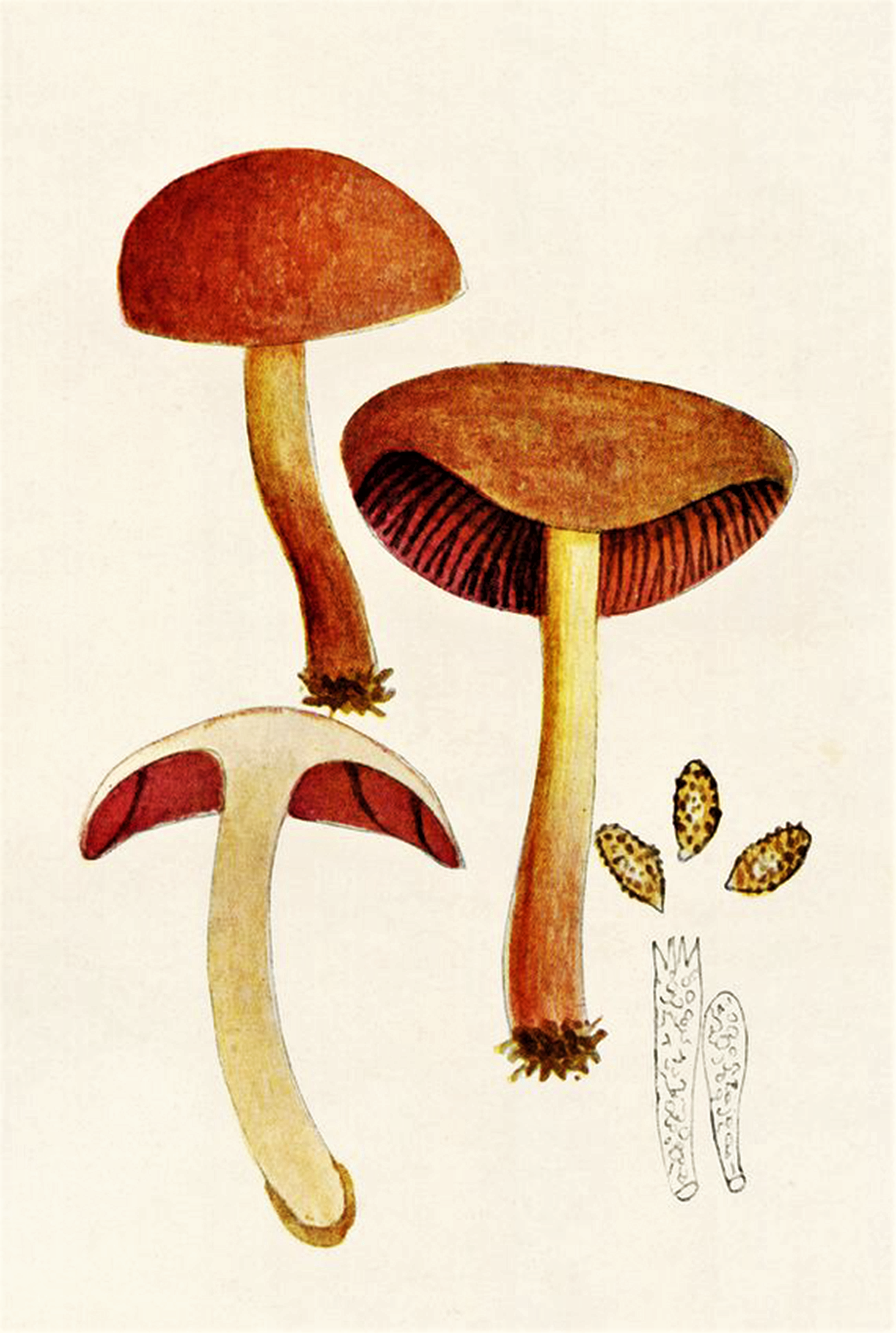
Bres.: C. semisanguineus

- Pălăria: destul de cărnoasă, nehigrofană cu un diametru de 3-6 (8) cm, la început acoperită de un văl parțial galben, este inițial conică, devenind cu timpul mai convexă cu un gurgui mic, dar bine vizibil în centru, pentru a se aplatiza în vârstă, fiind atunci adesea și ceva deprimată în mijloc, uneori tare adâncită cu marginea abrupt răsucită în sus. Cuticula umedă, mată, încarnat fibroasă, în tinerețe fin solzoasă, iar la bătrânețe golașă și lucioasă, are un colorit variabil care poate fi palid brun, umbrin până brun-măsliniu cu efecte ocru-măslinii, chiar brun-purpurii.
- Lamelele: sunt subțiri, îndepărtate între ele, bifurcate și intercalate, scobite, dar umflat aderate la picior. Sunt învăluite la început de sus menționata cortină. Coloritul este în tinerețe roșu sângeriu și la bătrânețe brun-roșiatic, muchiile fiind gălbuie.
- Piciorul: cu o lungime de 4-9 cm și un diametru de 0,5-1 cm, este robust și ceva fibros, plin, dar bătrân tubular gol pe dinăuntru, mai mult sau mai puțin cilindric precum uneori ceva bulbos spre bază. Suprafața netedă se prezintă în diferite nuanțe de galben, fiind spre vârf mai deschis și spre bază cu reflecții roșiatice. În mod obișnuit nu poartă un inel, dar ocazional arată un cordon slab, zimțat, adesea întrerupt și trecător galben maroniu, rest al vălului parțial.
- Carnea: de colorit galben murdar până palid ocru-gălbui, spre bază mai mult portocaliu, este destul de fermă și în picior slab fibroasă, mirosul fiind la început imperceptibil, apoi puțin de ridichi (după unii chiar de ciuperci) și gustul blând, la exemplare mai bătrâne ceva amar.[4][5]
- Caracteristici microscopice: are spori slab elipsoidali până ovoidali în formă de migdale, fin verucoși și de culoare gălbuie cu o mărime de 7-9 x 4-5 microni, pulberea lor fiind brună ca scorțișoara sau ca tutunul. Basidiile clavate cu 4 sterigme fiecare au o dimensiune de 25-30 x 7-8 microni. Cheilocistidele (elemente sterile situate pe muchia lamelor) mai scurte și în formă de măciucă sunt septate de una până două ori.[10]
- Reacții chimice: nu sunt cunoscute.[11]

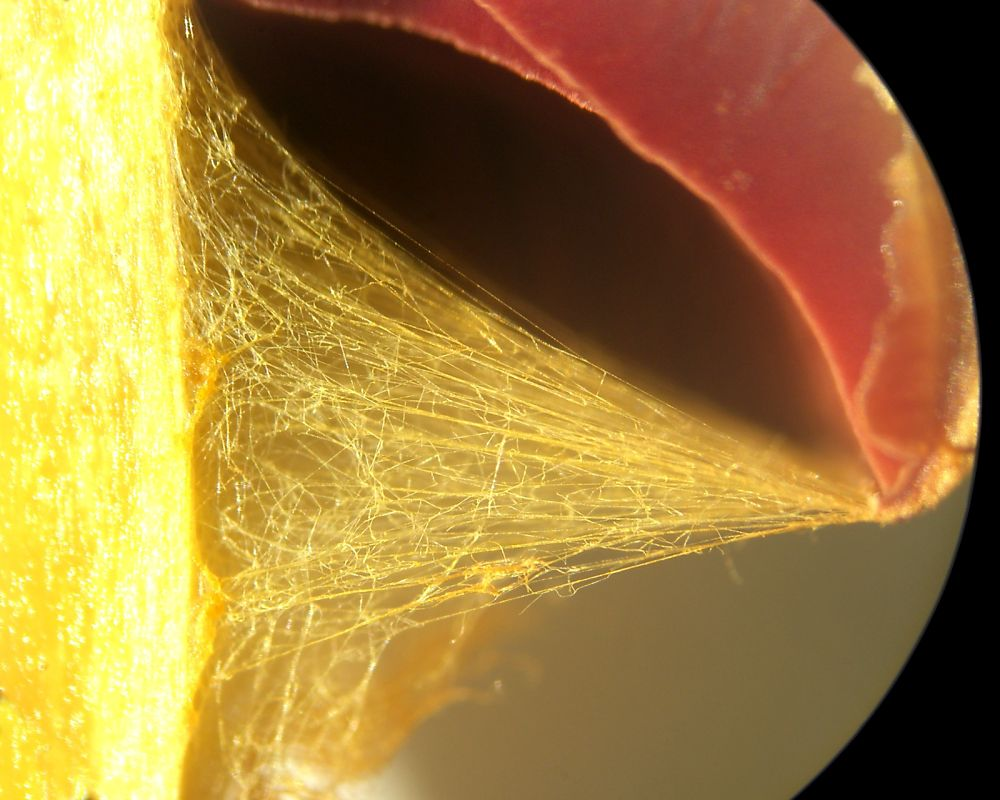
C. semisanguineus, cortină
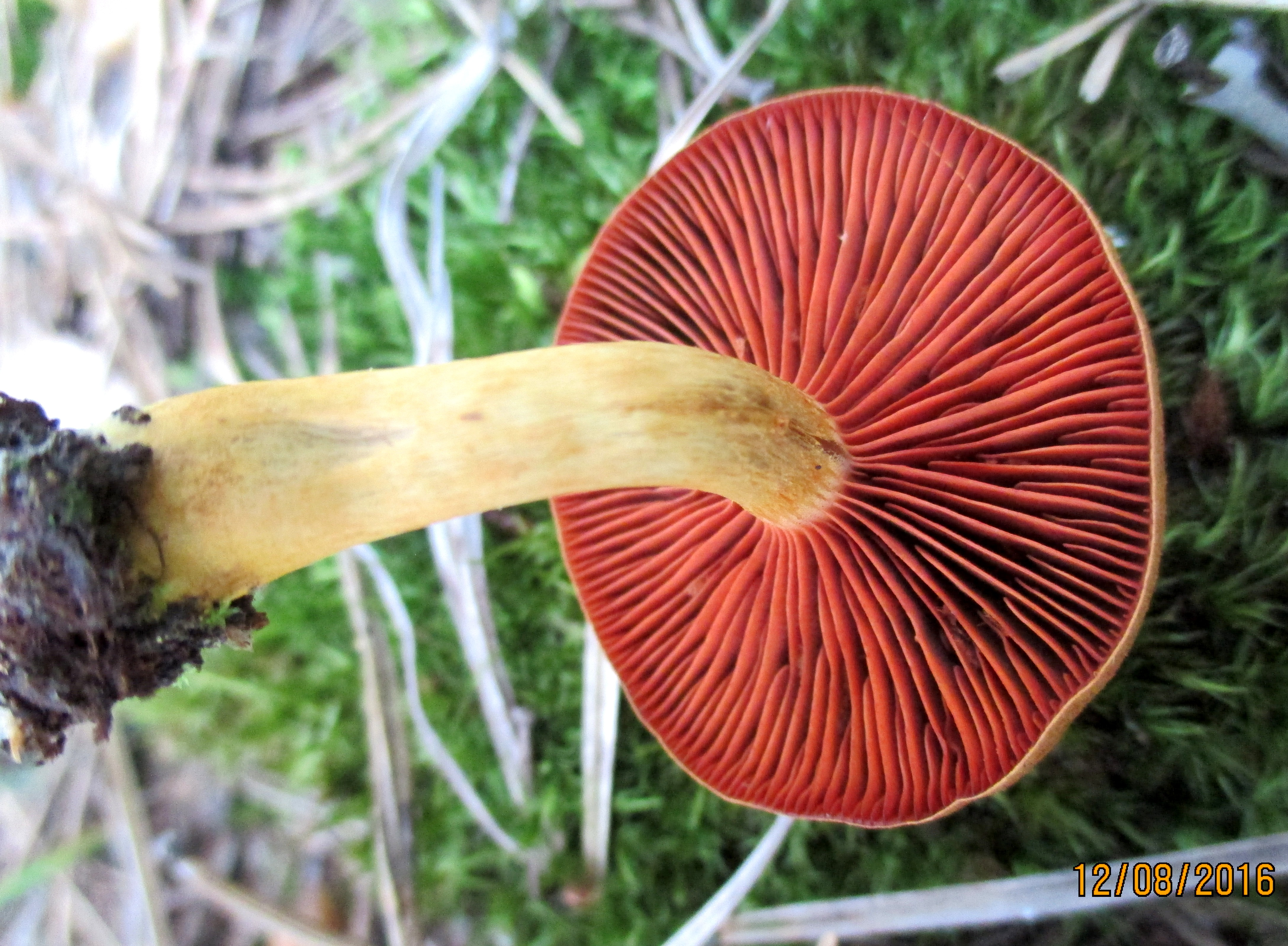
C. semisanguineus, lamele și picior
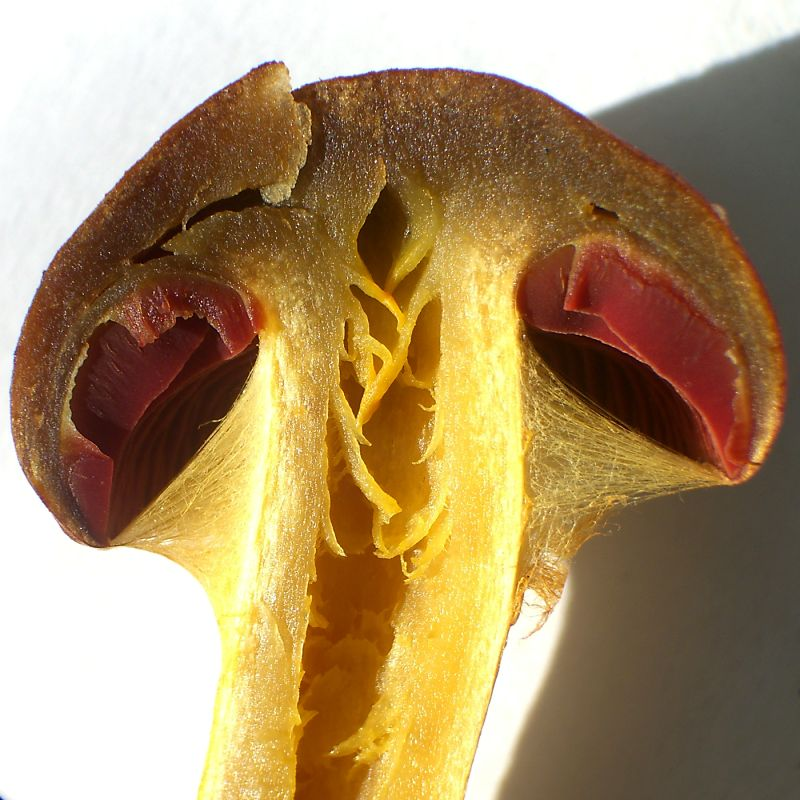
C. semisanguineus, secțiune longitudinală
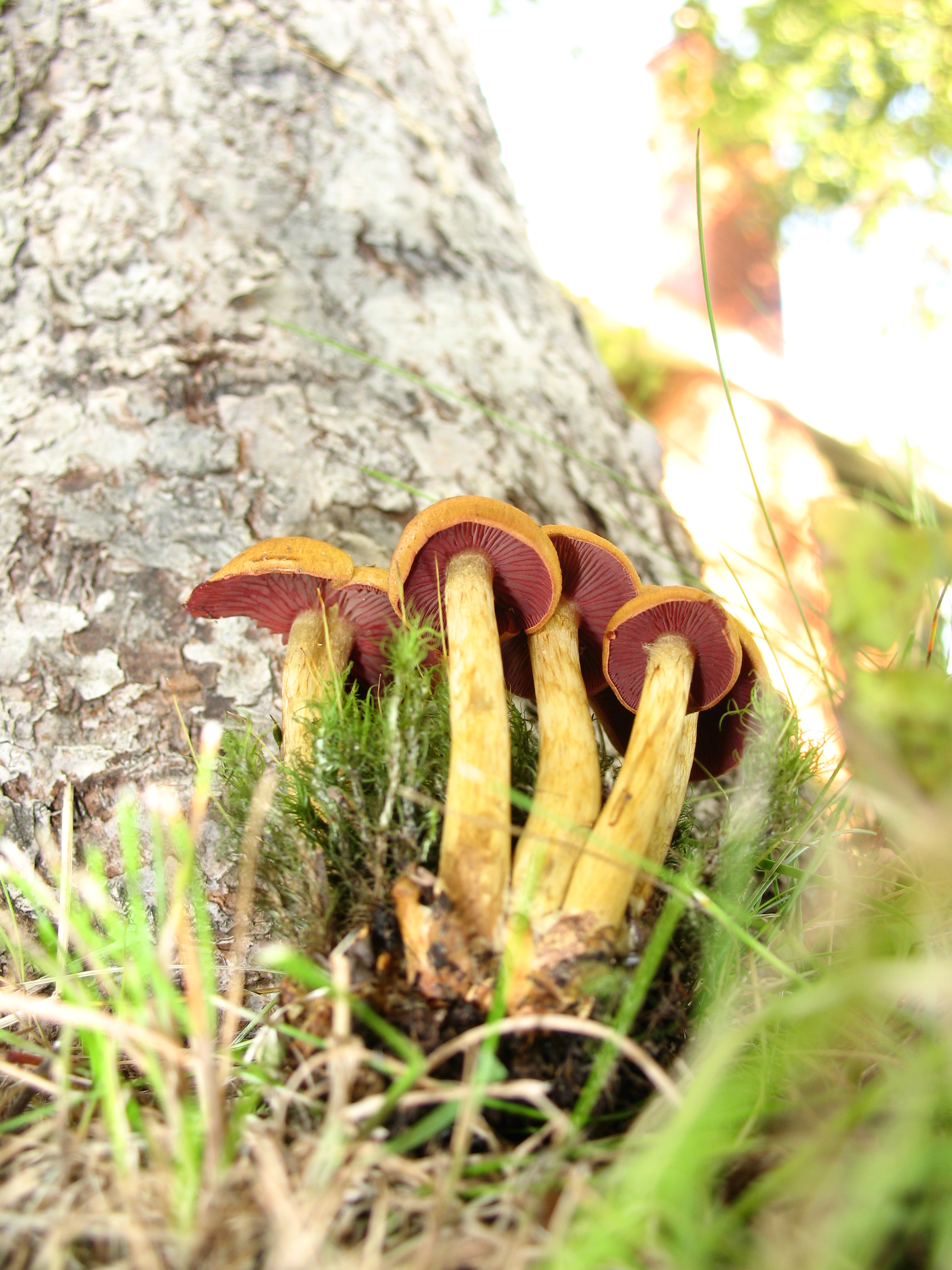
C. semisanguineus tineri
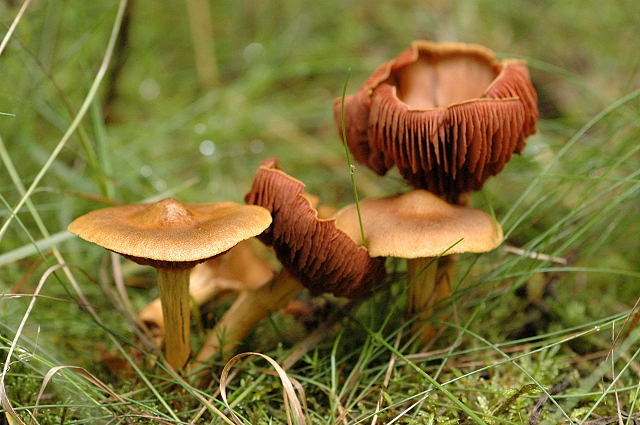
C. semisanguineus maturi și bătrâni
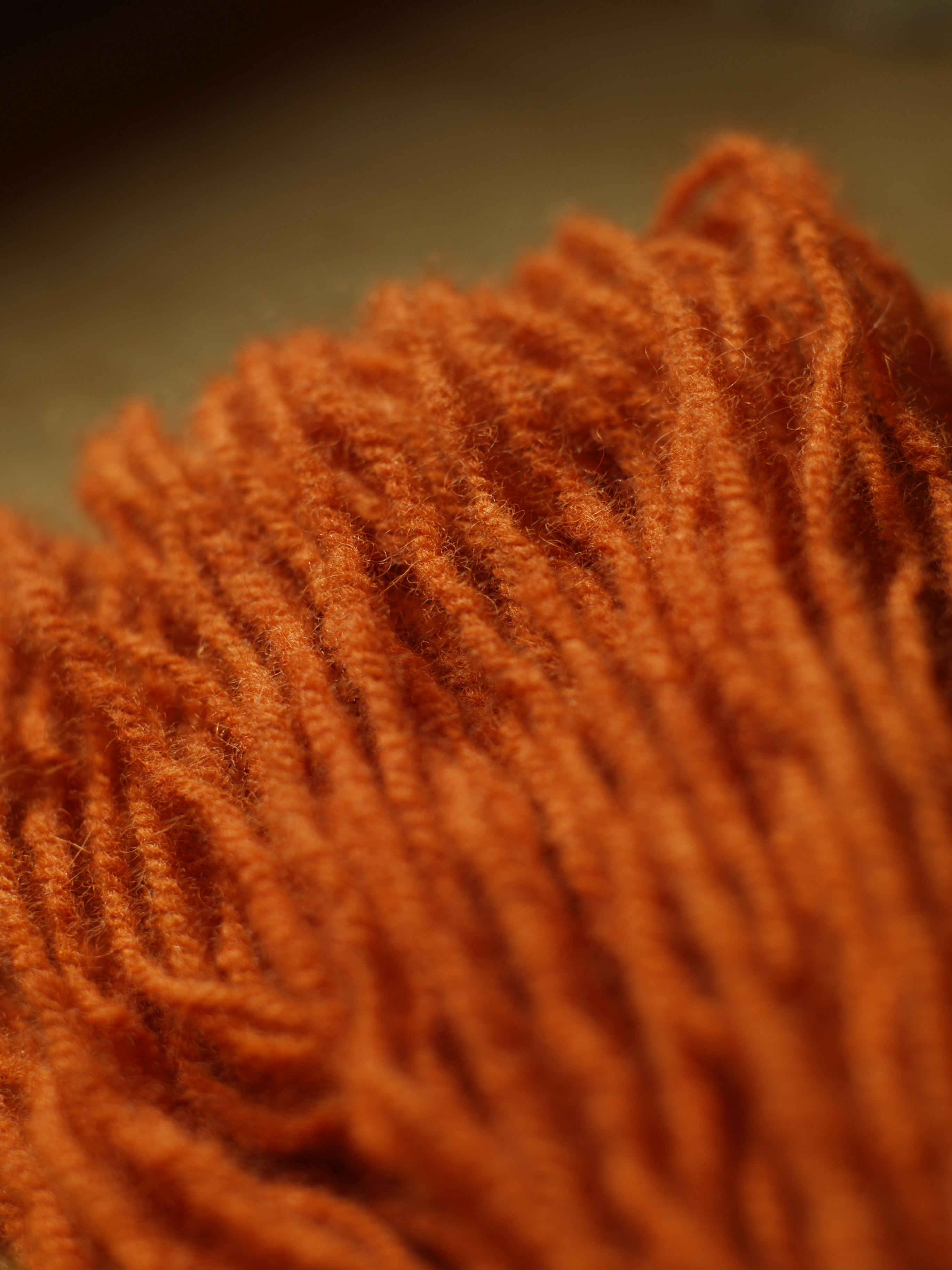
Lână vopsită cu C. sanguineus

## Confuzii
Specia poate fi confundată cu suratele ei de același gen cum sunt de exemplu: Cortinarius balaustinus (comestibil), Cortinarius bolaris (necomestibil), Cortinarius brunneus (otrăvitor), Cortinarius cagei sin. Cortinarius bicolor (necomestibil), Cortinarius callisteus (otrăvitor), Cortinarius cinnabarinus (otrăvitor), Cortinarius cinnamomeus (otrăvitor),  Cortinarius corrugatus (suspect), Cortinarius croceus (otrăvitor), Cortinarius fasciatus (necomestibil), Cortinarius fulvescens (necomestibil), Cortinarius limonius (letal) Cortinarius malicorius (otrăvitor), Cortinarius orellanus (mortal), Cortinarius rubellus (mortal), Cortinarius sanguineus (otrăvitor), Cortinarius uliginosus (otrăvitor), Cortinarius uraceus (necomestibil) sau cu comestibilile Laccaria laccata și Laccaria proxima.

## Specii asemănătoare în imagini

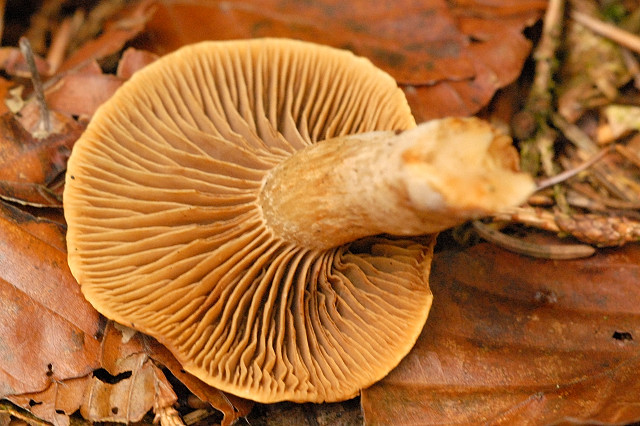
Cortinarius balaustinus
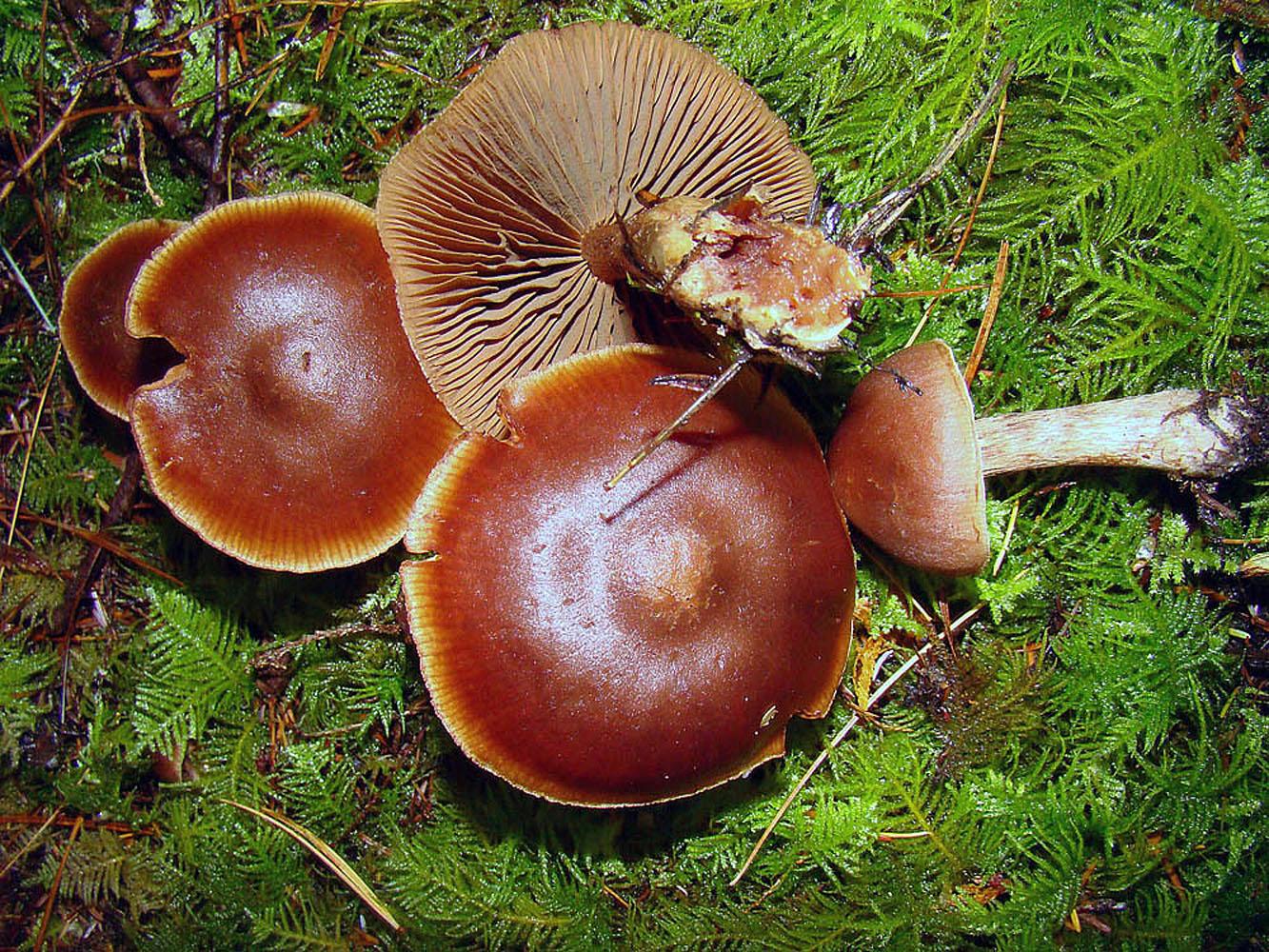
!!Cortinarius brunneus!!
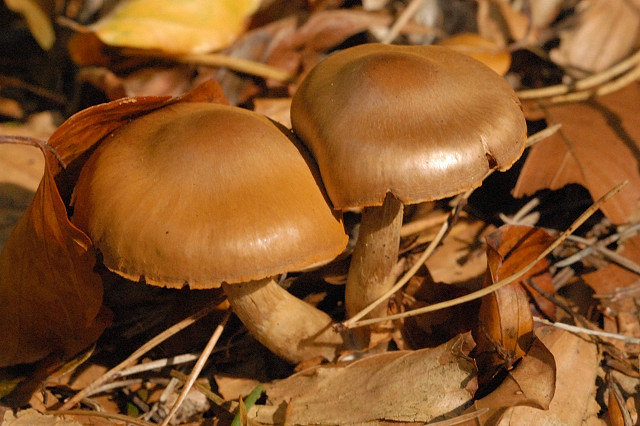
!Cortinarius cagei!
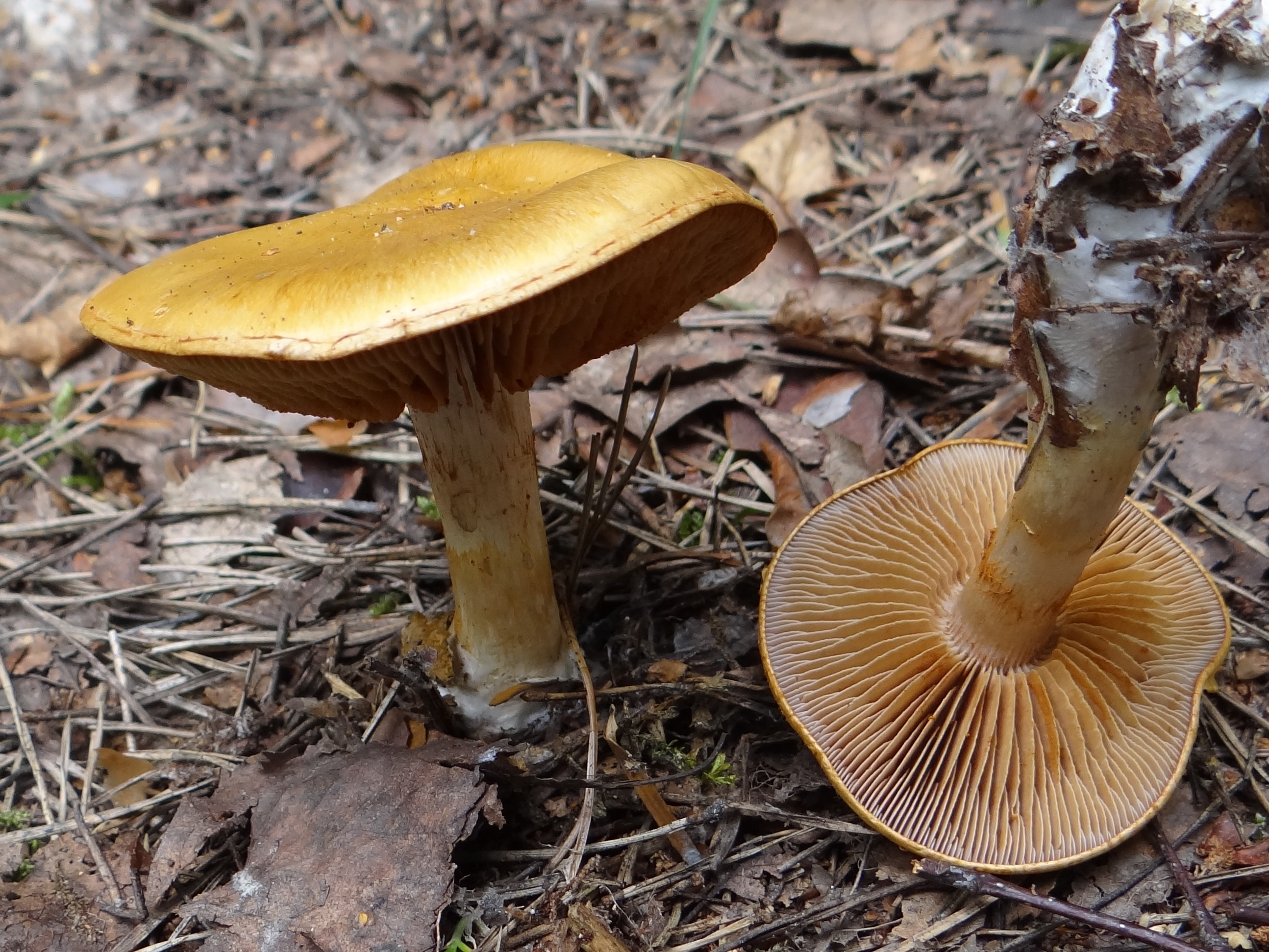
!!Cortinarius callisteus!!
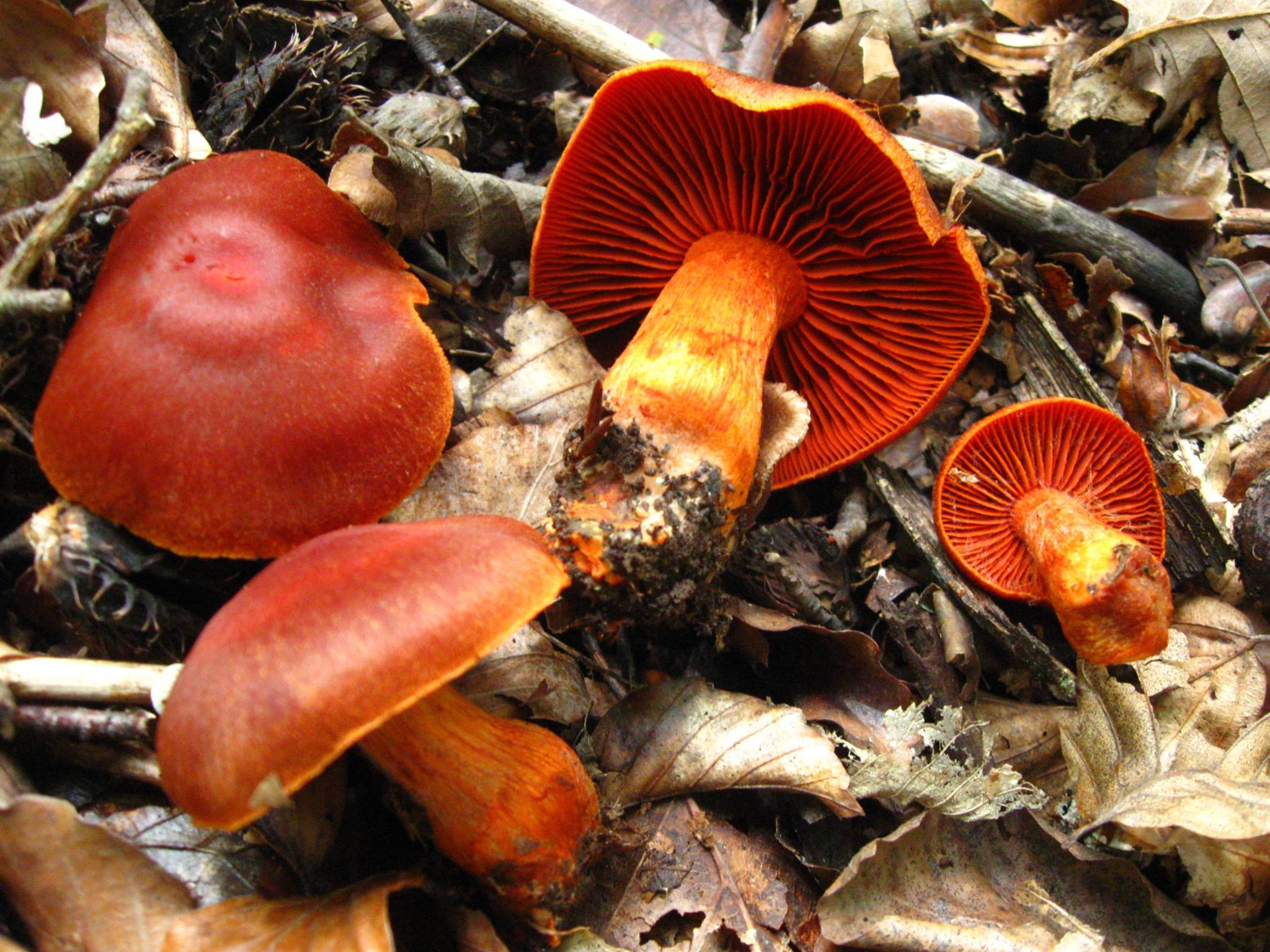
!!Cortinarius cinnabarinus!!
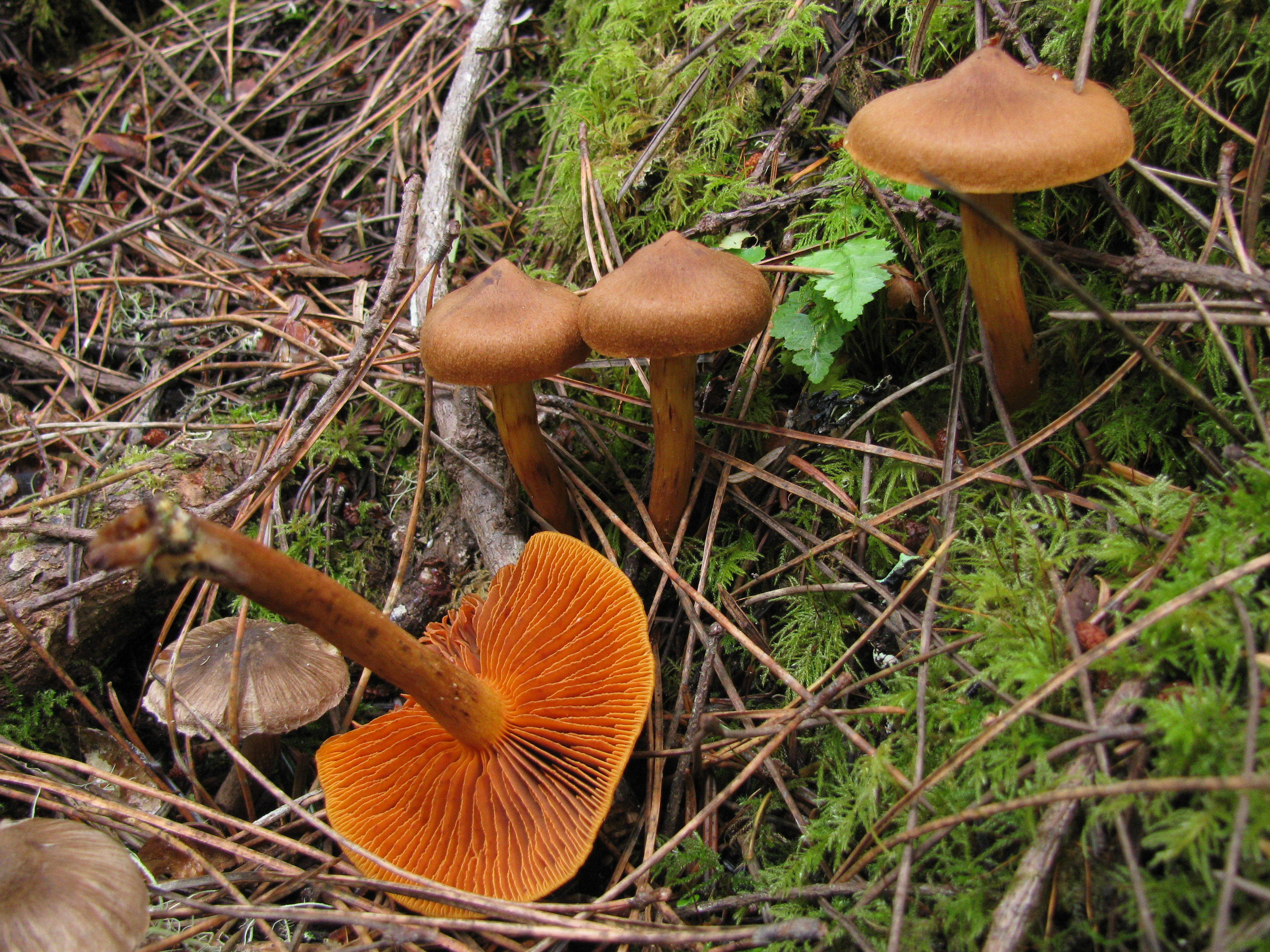
!!Cortinarius cinnamomeus!!

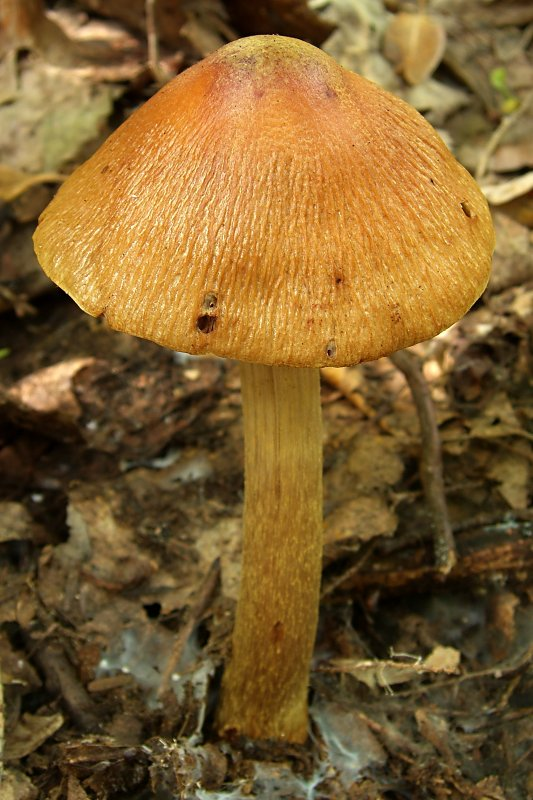
!!Cortinarius corrugatus!!
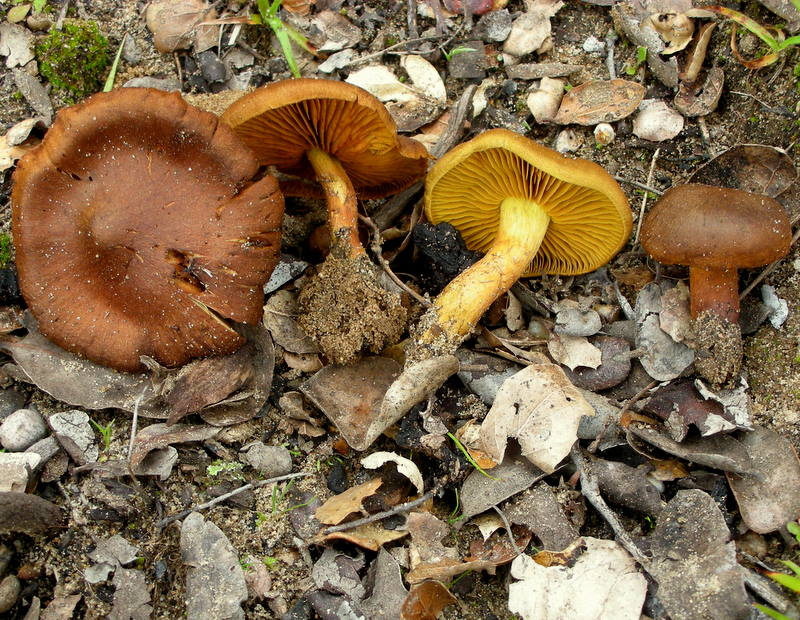
!!Cortinarius croceus!!
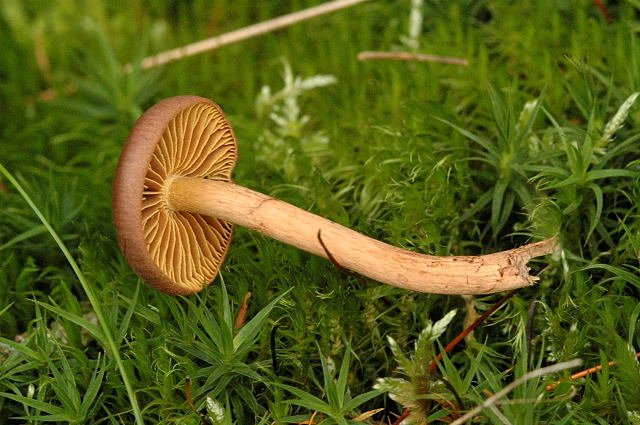
!Cortinarius fasciatus!
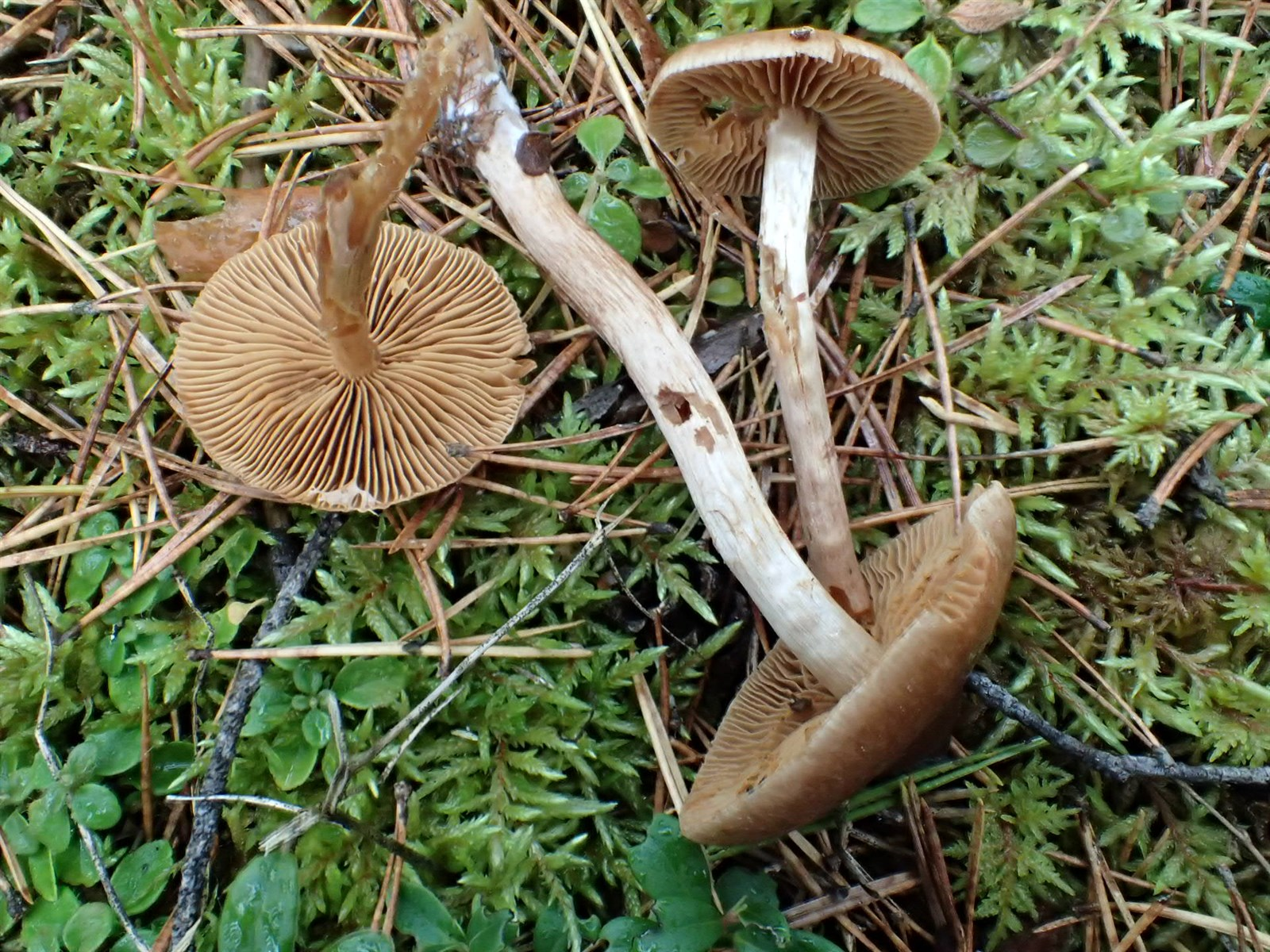
!Cortinarius fulvescens!
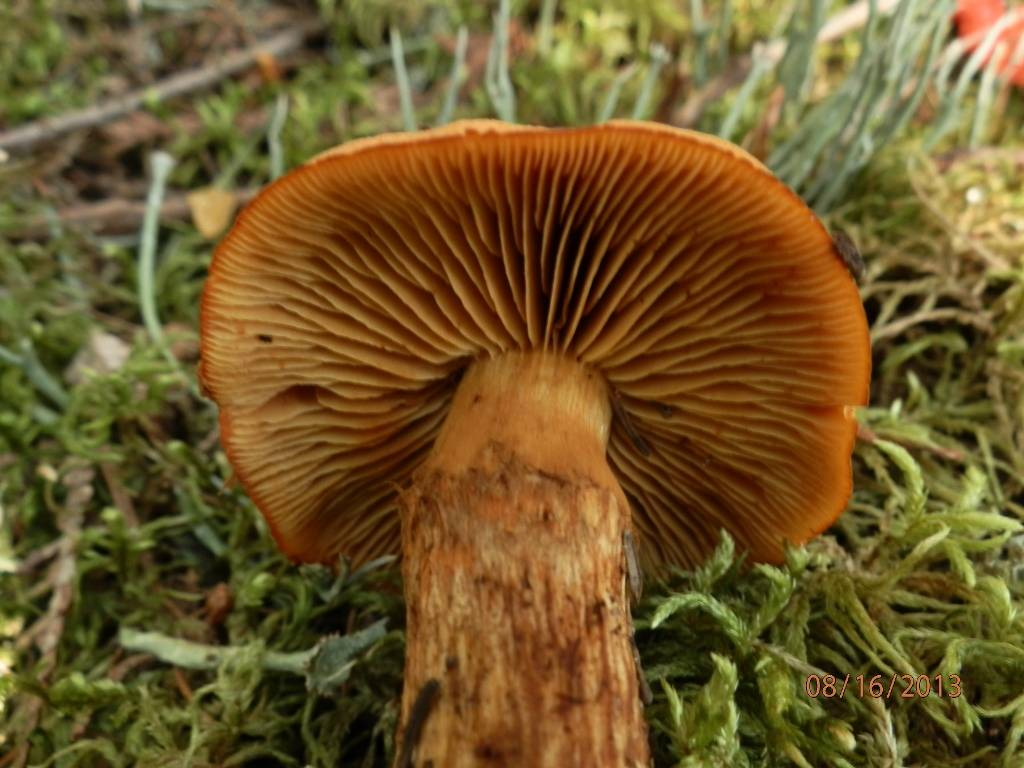
!!!Cortinarius limonius!!!
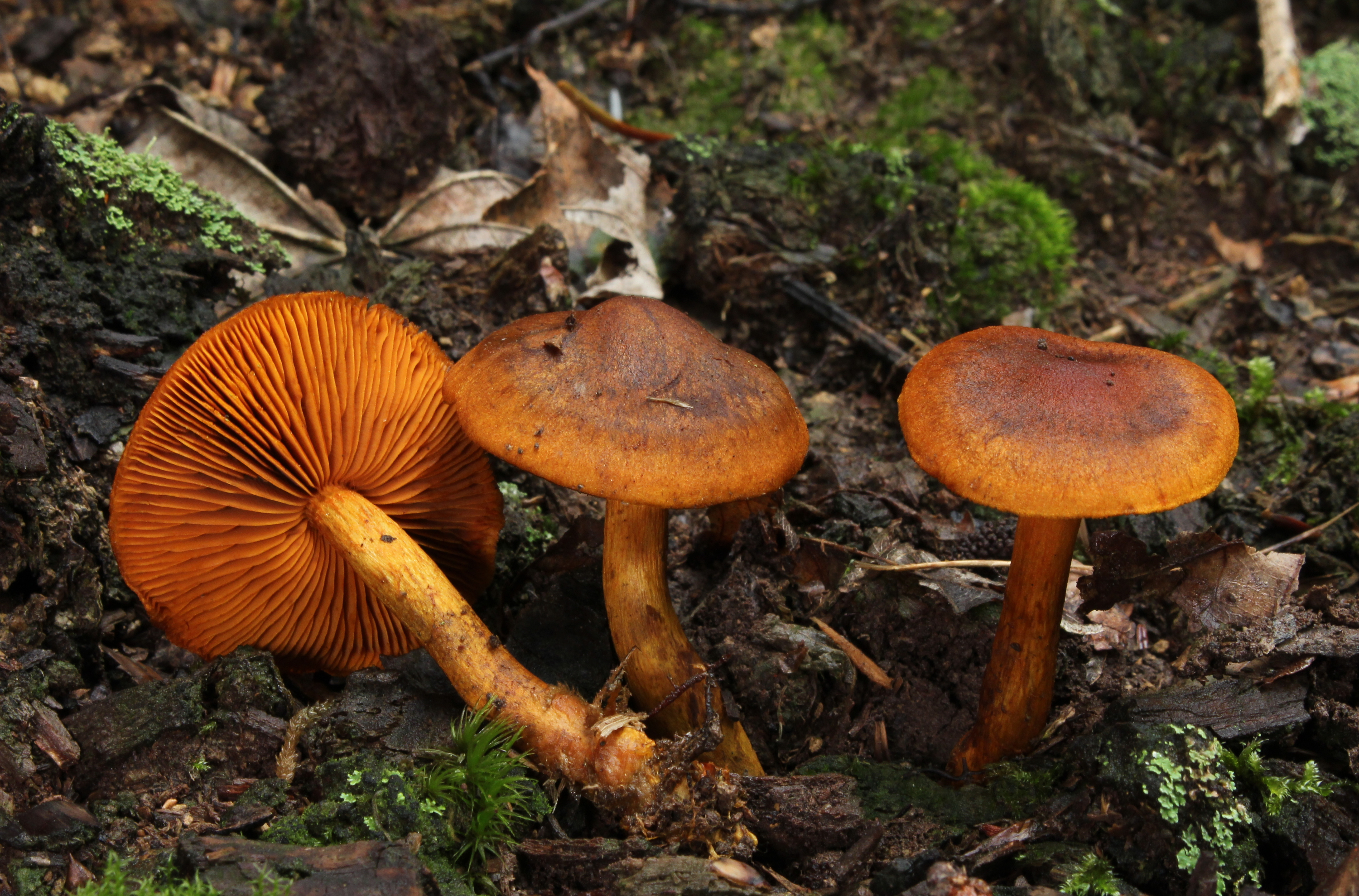
!!Cortinarius malicorius!!

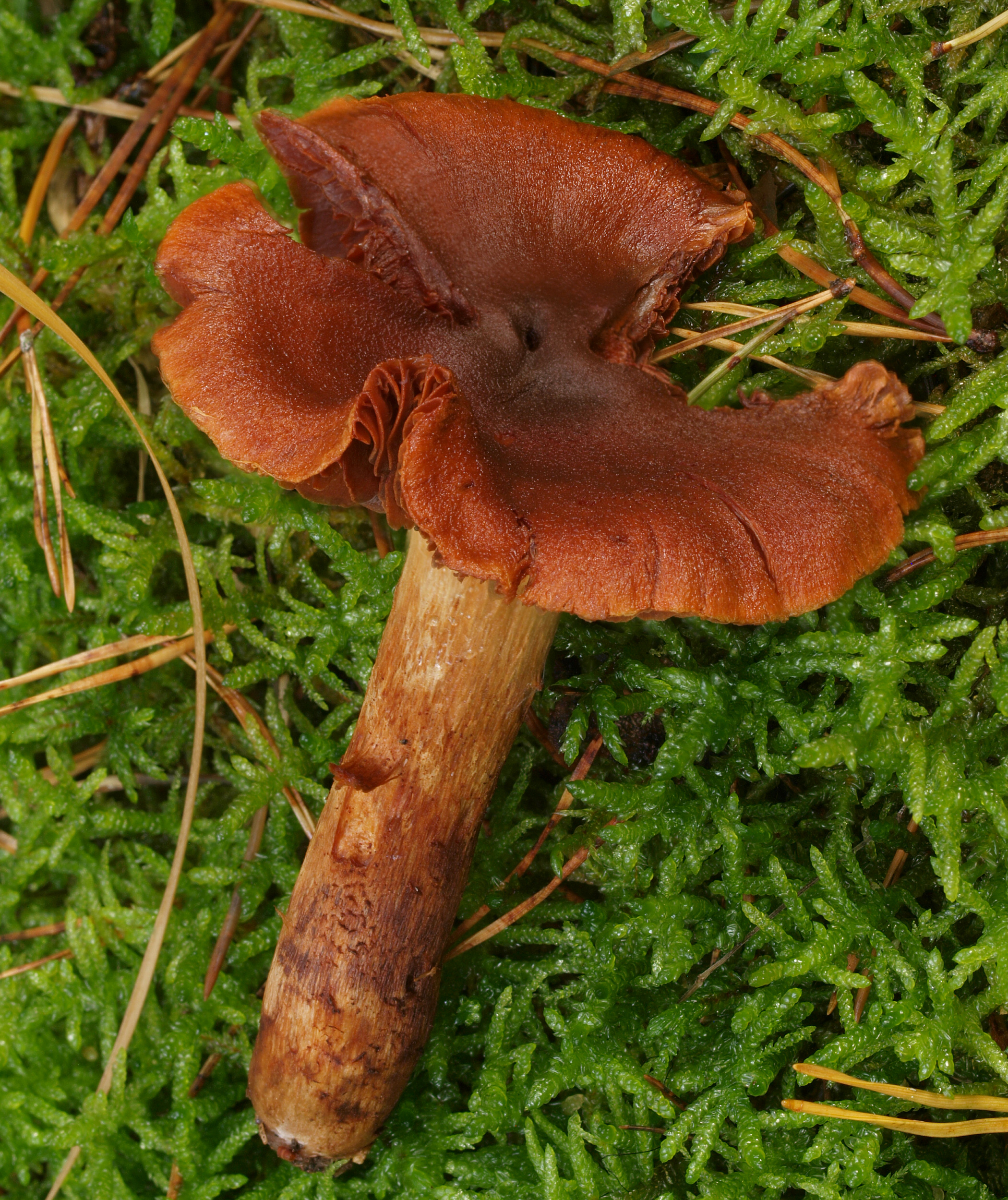
!!!Cortinarius orellanus!!!
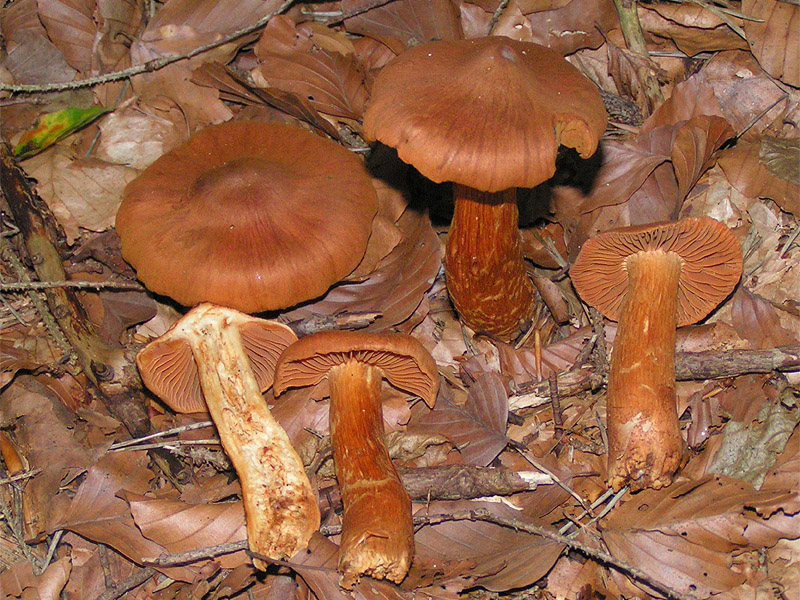
!!!Cortinarius rubellus!!!
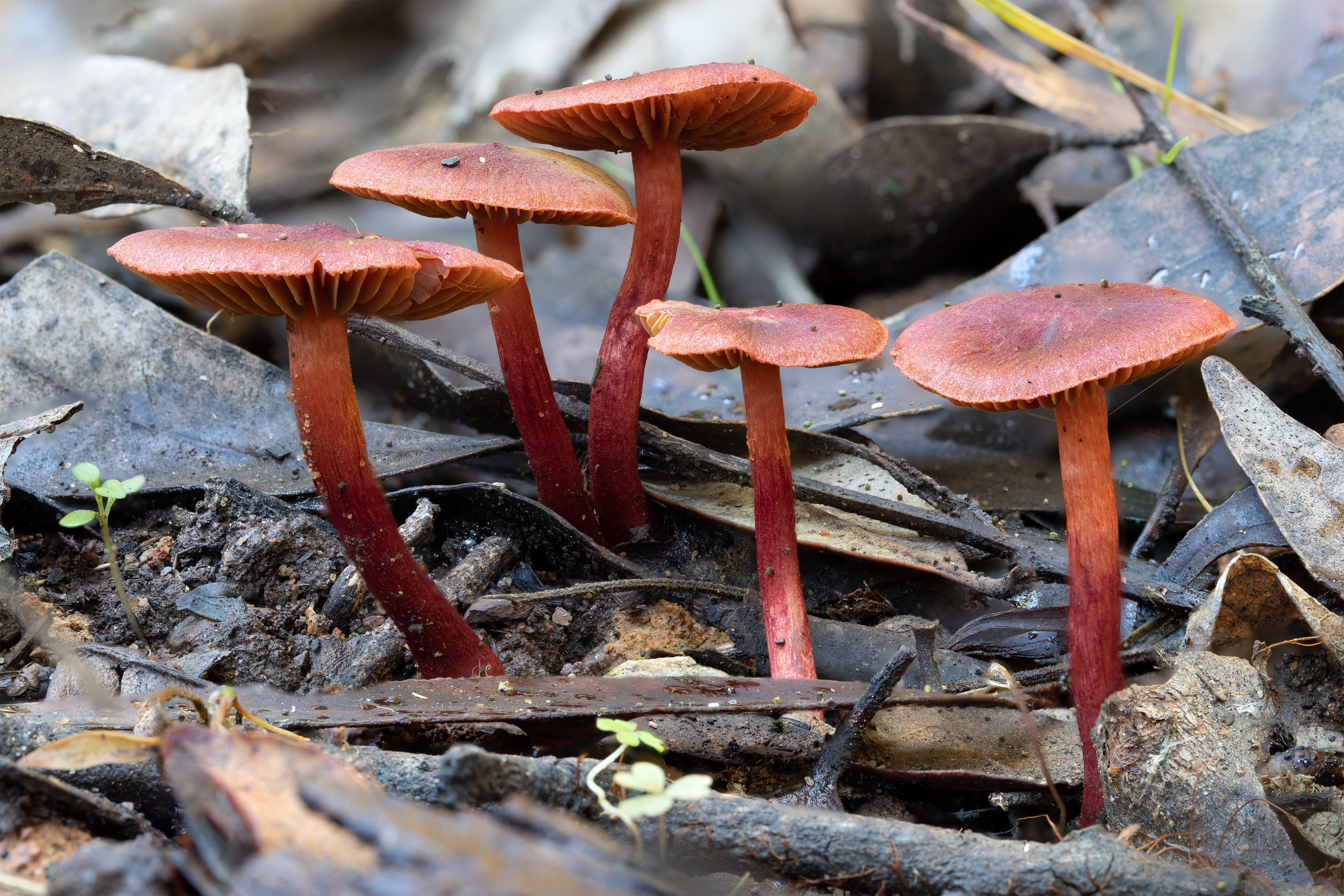
!!Cortinarius sanguineus!!
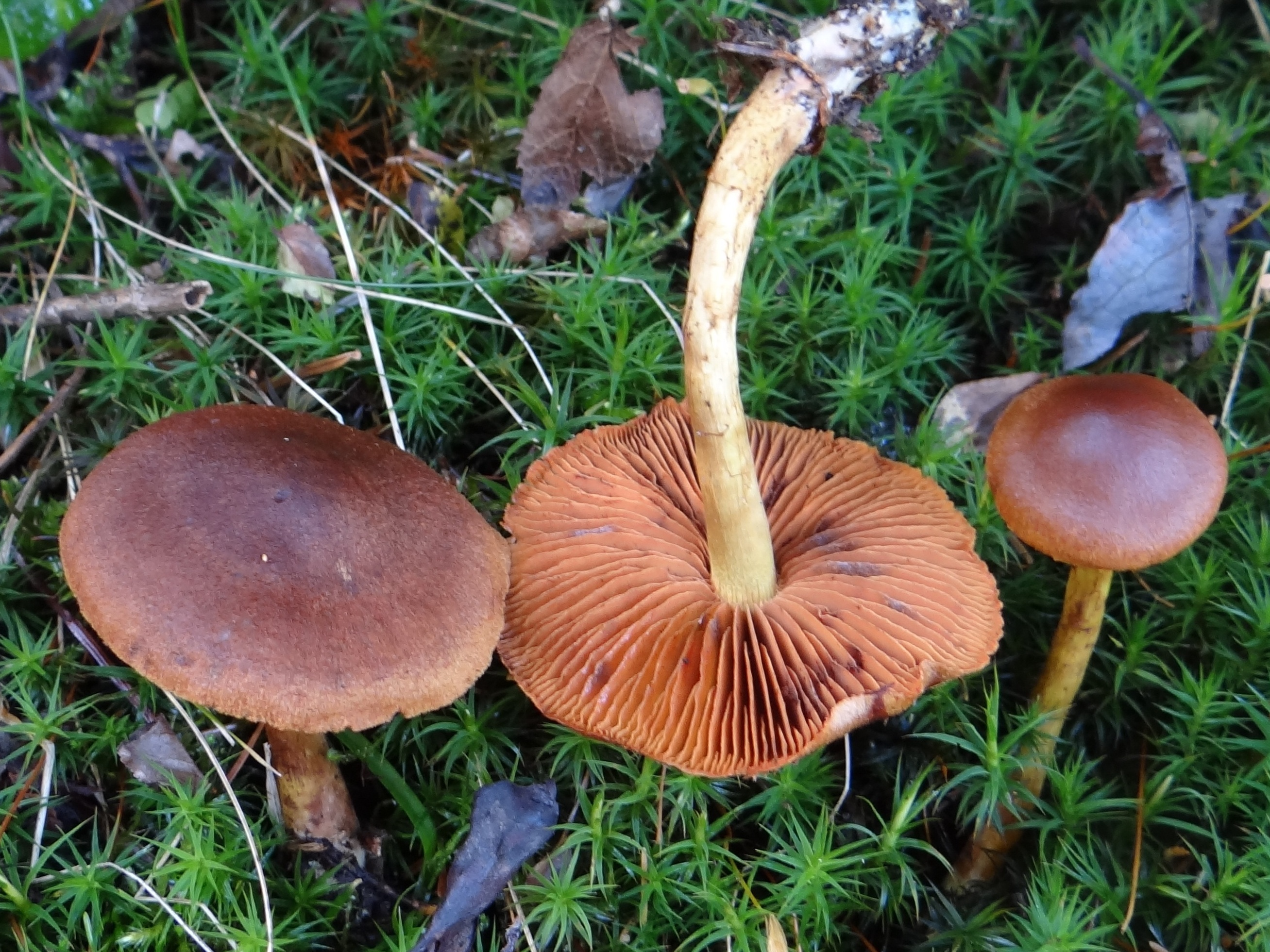
!!Cortinarius uliginosus!!
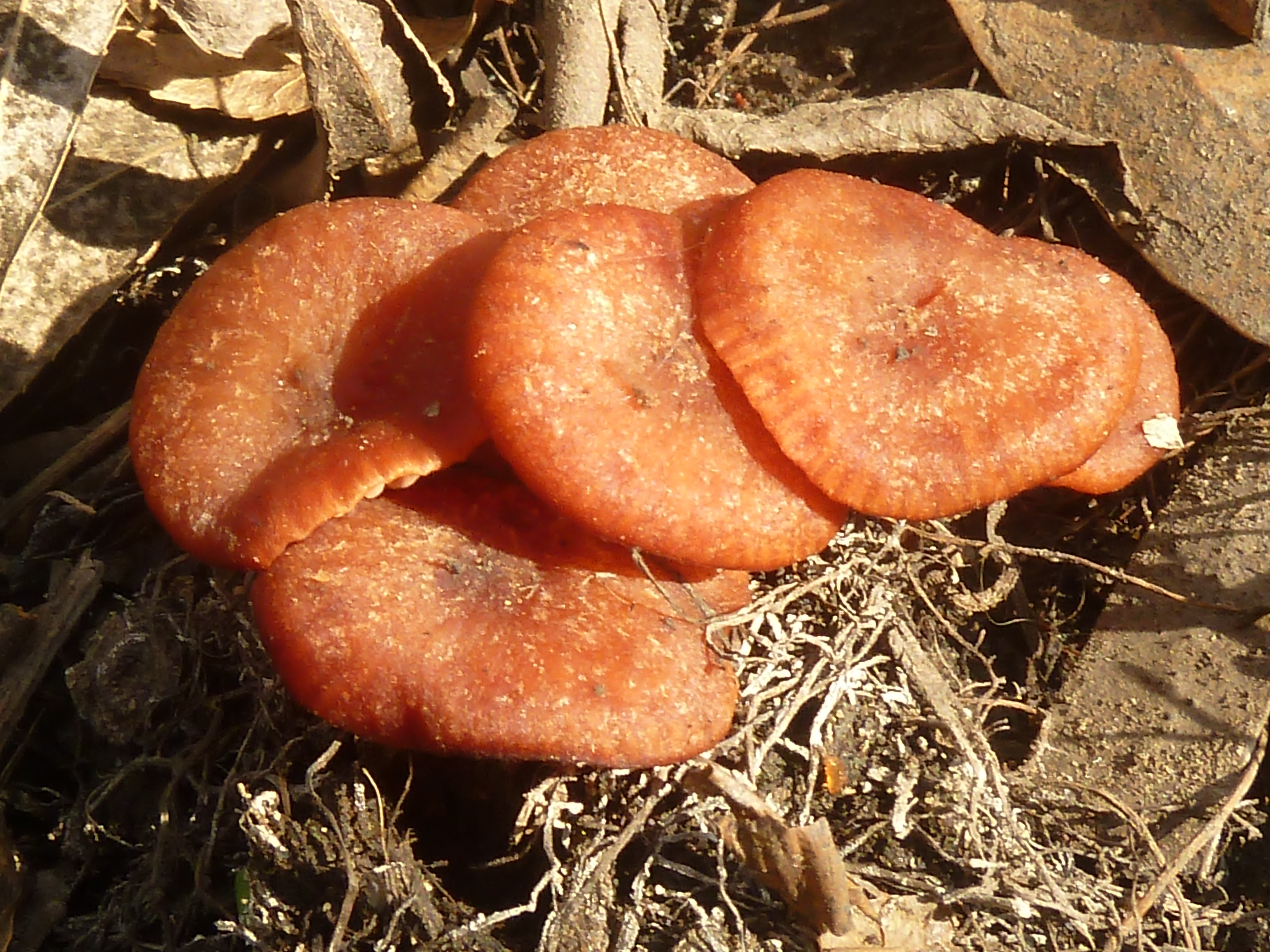
Laccaria laccata
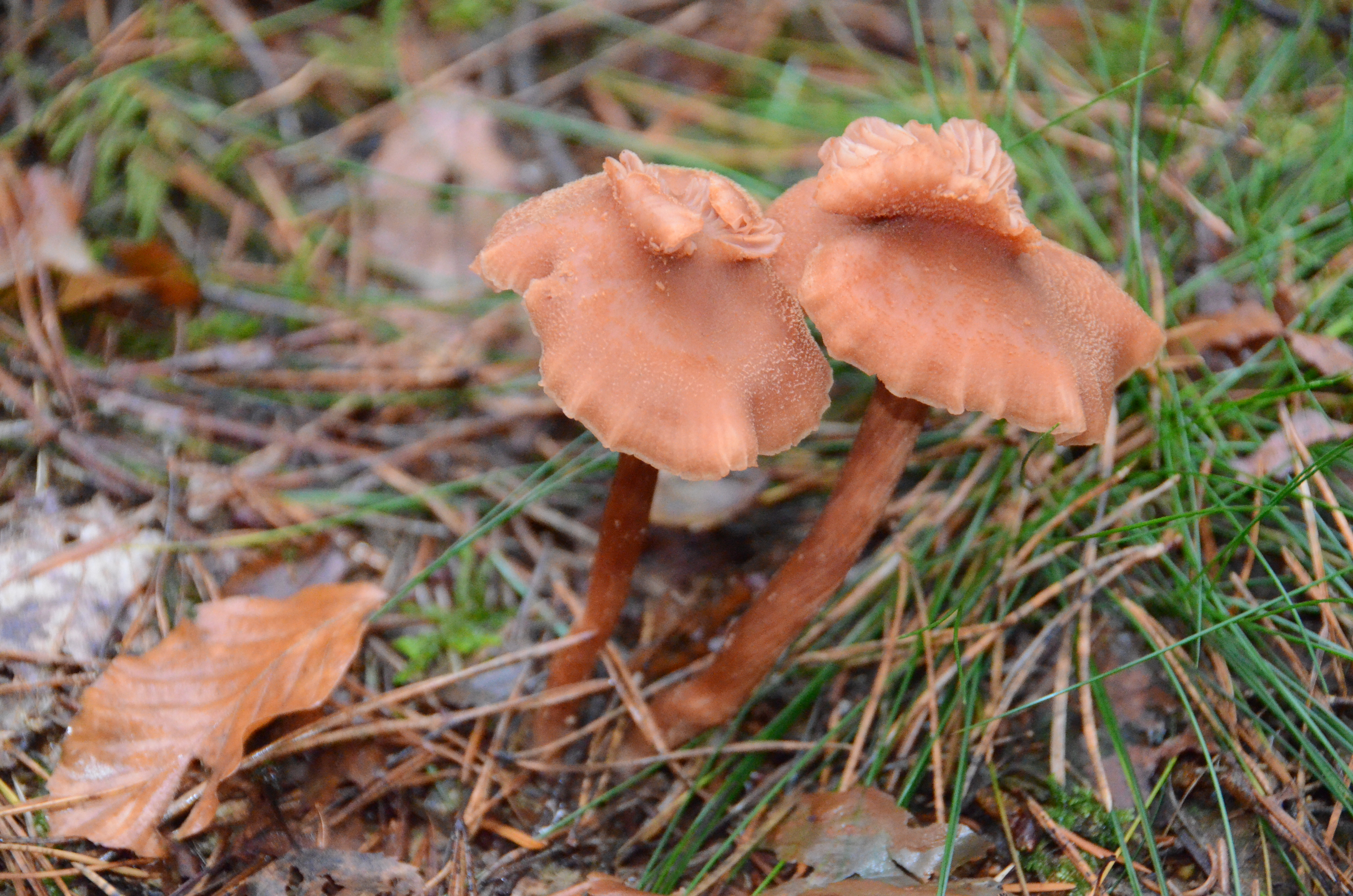
Laccaria proxima

## Valorificare
Din păcate, Cortinarius semisanguineus are un gust blând până doar slab amar. Prin urmare, este foarte posibil să fie consumat accidental în cantități mai mari. Mai ales atunci, există un risc de intoxicare severă sau chiar amenințătoare de viață. 
Ciuperca conține toxine care irită puternic zona gastro-intestinală. Tulburări gastro-intestinale, amețeli, probleme circulatorii și tulburări vizuale pot apărea în decurs de 30 de minute până la 6 ore după consum.
Această ciupercă poate fi folosită pentru vopsirea hainelor și mai ales a lânii. Înainte de a fi fiert materialul pentru o oră sub adăugarea de 20% alaun, ciupercile uscate se înmuie în apă rece pentru aproximativ o jumătate de oră. Apoi se răcoresc la 90° C și se adaugă materialul de vopsit. După ce s-a ajuns la rezultatul dorit, el trebuie spălat și clătit bine. Se obține un roșu intens cu un  pre-baiț de 20% alaun pentru o oră la 90° C, iar carmin după mai puțin timp de fierbere. Coloranții acestei specii se dizolvă și în alcool.